# Río Blanco (Chaitén)
El Río Blanco o río Chaitén es un curso de agua que nace en el lado sur del cordón Chaitén, fluye hacia el sur, bordea varios volcanes, cruza la ciudad de Chaitén, en la Región de Los Lagos y desemboca finalmente en el océano Pacífico.
Con solo 20 km de longitud, el río alcanzó notoriedad cuando los lahares provocados por la erupción del volcán Chaitén de 2008 causaron un desbordamiento que devastó la ciudad de Chaitén.

## Trayecto
Antes de la erupción el río se acercaba a la ciudad por el norte, la bordeaba por el este y desembocaba en el mar al sur de la misma. Durante la erupción, el río, cargado de cenizas y barro de la erupción, desbordó su cauce y cruzó por el centro de la ciudad hacia el mar, creando una división entre sur y norte de la ciudad que persiste hasta ahora.
En un informe de la Universidad Católica de Chile se especifica que:
Las distintas fuentes de información denominan río Blanco al río que pasa por Chaitén urbano y que se desbordó luego de la erupción del volcán. No obstante, según la Carta Topográfica Chaitén 1:50.000 del Instituto Geográfico Militar, el río que pasa por el borde oriente de la ciudad es el río Chaitén, mientras el río Blanco se localiza a unos 12 Km al norte del área urbana de la comuna.
Hans Niemeyer lo llama río Chaitén.: 500 

## Caudal del río
El río no posee estaciones fluviométricas por lo que su caudal y su régimen deben ser estimados. Por sus mayores crecidas en invierno se estima un régimen pluvial.: 35  En un estudio hecho para construir defensas fluviales en la ciudad se hicieron varias estimaciones de su caudal con diferentes métodos, cuyos resultados se muestran en la tabla siguiente.
| Método   | Información Pluviométrica | Información Pluviométrica | Información Pluviométrica | Información Pluviométrica | Otros                     |
| T (años) | Racional                  | Verni y King              | DGA-AC                    | HUS (Linsley)             | Transposición de Caudales |
| 2        | 90,838                    | 65,075                    | 43,415                    | -                         | 53,46793                  |
| 5        | 120,186                   | 80,034                    | 51,412                    | -                         | 78,23010                  |
| 10       | 139,751                   | 88,918                    | 57,125                    | -                         | 95,97471                  |
| 20       | 179,86                    | 97,189                    | 67,978                    | -                         | 113,89236                 |
| 50       | 218,012                   | 109,368                   | 81,688                    | -                         | 138,43236                 |
| 100      | 249,805                   | 114,522                   | 92,542                    | 266,176                   | 157,85374                 |

Ejemplo: Según el método Verni-King en un lapso de 50 años puede ocurrir un caudal de hasta 109 m³/s.

## Historia
Luis Risopatrón lo describe en su Diccionario geográfico de Chile (1924):: 179 
Chaiten (Río). Es de corto caudal y nace de las escarpadas pendientes S del cordón del mismo nombre; tiene terrenos anchos i llanos en la ribera S, corre hacia el W al lado S de cordones que se levantan en forma de morros, en tranquila corriente por largo trecho, en un ancho valle, de tierras bajas, con márjenes cubiertas de yerbas, aprovechadas como potreros, hasta un rápido producido por una acumulación de rocas en el lecho, por entre las cuales se agitan sus aguas blanquecinas. Se puede navegar unas 2 horas en chalupasi concluye por vaciarse en el estremo E de la ensenada del mismo nombre.